# Podsavezna nogometna liga NP Karlovac 1961./62.
| Mj. | Klub                                   | Sus. | Pobj. | Ner. | Por. | GR.   | Bod. |
| --- | -------------------------------------- | ---- | ----- | ---- | ---- | ----- | ---- |
| 1.  | NK Mrežnica Zvečaj                     | 10   | 6     | 1    | 3    | 30:16 | 13   |
| 2.  | NK Kamensko                            | 10   | 5     | 1    | 4    | 19:16 | 11   |
| 3.  | NK Omladinac Draganić                  | 10   | 5     | 1    | 4    | 21:21 | 11   |
| 4.  | NK Mladost Donje Mrzlo Polje Mrežničko | 10   | 4     | 1    | 5    | 26:27 | 9    |
| 5.  | NK Mladost Rečica                      | 10   | 4     | 1    | 5    | 19:29 | 9    |
| 6.  | NK Kupa Donje Mekušje                  | 10   | 3     | 1    | 6    | 18:24 | 7    |